# Xiangcheng (Zhoukou)
Xiangcheng (Chino:项城. pinyin: Xiàngchéng) es una ciudad-condado en la prefectura de Zhoukou, provincia de Henan en la República Popular de China. Limita al este con Shenqiu al oeste con Shangcai al norte con Huaiyang y al sureste con Pingyu y la provincia de Anhui. Tiene un área de 1.083 km² y una población de 1 169 000 habitantes.

Xiangcheng es conocida por ser la cuna del primer presidente de la República de China, Yuan Shikai.